# Nikołaj Linkun
Nikołaj Iosifowicz Linkun (ros. Николай Иосифович Линкун, ur. 1904, zm. 1977) – radziecki działacz partyjny.

## Życiorys
W 1925 został członkiem RKP(b), uczył się w szkole budownictwa radzieckiego i partyjnego, był sekretarzem kopalnianego komitetu partyjnego KP(b)U i do 1932 zastępcą kierownika Wydziału Przemysłowo-Transportowego Komitetu Miejskiego KP(b)U w Doniecku. Następnie do 1938 studiował w Instytucie Czerwonej Profesury (Wydział Agrarny), po czym został organizatorem odpowiedzialnym Wydziału Kierowniczych Organów Partyjnych KC WKP(b), a od stycznia 1939 do 27 września 1942 był I sekretarzem Dagestańskiego Komitetu Obwodowego WKP(b), jednocześnie od 21 marca 1939 do 5 października 1952 wchodził w skład Centralnej Komisji Rewizyjnej WKP(b). W 1942 został szefem Wydziału Politycznego Tyłów Armii (do 1946), 1946-1947 był II sekretarzem Komitetu Miejskiego WKP(b) w Astrachaniu, a 1947-1948 II sekretarzem Komitetu Obwodowego WKP(b) w Astrachaniu. Od 1948 do 1951 był aspirantem w Akademii Nauk Społecznych przy KC WKP(b) jako kandydat nauk ekonomicznych i adiunkt, 1951-1953 kierował katedrą nauk ekonomicznych Woroneskiej Obwodowej Szkoły KPZR, 1953-1956 kierował katedrą ekonomii politycznej Uniwersytetu Woroneskiego, a 1956-1971 był sekretarzem i starszym pracownikiem naukowym Instytutu Ekonomiki Akademii Nauk ZSRR.